# 프란치셰크 스무다
프란치셰크 스무다(폴란드어: Franciszek Smuda fraɲˈt͡ɕiʂɛk ˈsmuda[*] 1948년 6월 22일~2024년 8월 18일)는 폴란드의 축구 감독이자 전직 축구선수로, 독일 시민권자이기도 하다. 선수 시절, 그는 폴란드, 미국, 그리고 독일 구단에서 보냈다. 1983년, 그는 감독이 되어 비제프 우치, 비스와 크라쿠프, 레기아 바르샤바, 그리고 레흐 포즈난 등의 지휘봉을 두루 잡았다. 그는 엑스트라클라사를 3번 우승했다. 2009년을 기점으로, 그는 폴란드 국가대표팀 감독도 역임했지만, 2012년 6월 12일에 유로 2012 조기 탈락 후 사임했다.

## 유년 시절
스무다는 폴란드 보지스와프 군 루보미아 출신으로 철도 노동자인 제라르드와 마르타 사이에서 났다.

## 선수 경력
선수 시절, 스무다는 수비수로 활약했다. 그는 자신의 활약상에 힘입어 원 소속 구단인 우니아 라치보르스에서  축구를 시작해 이후 보지스와프 실롱스크로 이적했다. 그는 1970-71 시즌, 스탈 미엘레츠와의 엑스트라클라사 경기에서 신고식을 치렀다. 그는 피아스트 글리비체를 거쳐 비스툴라 가필드로부터 잠시 해명을 들었다. 그는 NASL에 선수로 참가해 하트퍼드 바이센테니얼에 몸담았다. 1975년, 스무다는 레기아 바르샤바로 이적해 폴란드 무대에 복귀했다. 1978년, 그는 미국 무대로 복귀해 3개의 구단에서 NASL 경기에 출전했다. 그는 독일에서 현역 은퇴 직후, 감독일을 시작했다.

## 감독 경력
스무다는 독일 하부 리그에서 감독일을 시작했다. 1980년대 말, 그는 튀르키예 무대에서 지도했다. 그는 알타이 이즈미르와 코니아스포르를 도합 4년 동안 지휘했다. 1993년, 스무다는 폴란드로 귀국해 스탈 미엘레츠를 강등권에서 구제했다. 미엘레츠 시절, 그는 소속 구단을 엑스트라클라사에 잔류시켰다.

### 비제프 우치
1995년 5월, 스무다는 1994-95 시즌에 레기아 바르샤바에 이어 준우승을 차지한 비제프 우치의 감독으로 취임했다. 이듬해, 스무다는 리그를 무패로 마쳤다. 1995-96 시즌은 비제프의 다시 찾아온 최고의 한해였는데, 마레크 쿠니아레크는 29골을 넣어 리그 득점왕에 오르는 경사가 겹쳤다. 1996-97 시즌, 비제프 우치는 챔피언스리그에 참가했다. 스무다는 덴마크 리그 정상에 오른 브뢴비를 떨어뜨리고 조별 리그에 올라갔다. 비제프는 아틀레티코 마드리드, 도르트문트, 그리고 스테아우아 부쿠레슈티와 같은 조에 편성되었다. 비제프는 조별 리그를 3위로 마쳤다. 우치 연고 구단은 엑스트라클라사 2연패를 달성했다. 이듬해는 성적이 신통치 않았는데, 비제프의 수뇌부는 주축 선수 몇 명을 매각했고, 챔피언스리그 본선에 오르기도 전에 떨어졌다. 비제프는 리그를 4위로 마쳐 유럽대항전 진출이 좌절되었다. 얼마 지나지 않아, 스무다는 비스와 크라쿠프로 더 많은 성공을 거두러 이적했다.

### 비스와 크라쿠프
스무다는 1997-98 시즌에 비스와 크라쿠프의 감독으로 취임했다. 그의 목표는 폴란드 외에도 유럽대항전에서도 선전하는 것으로 잡았다. 스무다는 이듬해 폴란드 리그 정상에 올랐지만, 비스와는 파르마와의 UEFA컵 경기에서 지지자가 디노 바조에게 식칼을 투척해 대회에서 퇴출되었고, 스무다도 1997-98 시즌 첫 패배를 당하고 해임되었다.

### 레기아 바르샤바
1999년 9월에 비스와를 떠난 스무다는 다리우시 쿠비츠키 감독을 대신해 바르샤바의 새 감독이 되었다. 그러나, 그는 빈 손으로 시즌을 마무리했고, 유럽대항전 진출도 좌절되었다. 2001년 3월, 자그웽비에 루빈에게 0-4로 패한 후, 스무다 감독은 경질되었다.

### 비스와 크라쿠프 복귀
2001년 6월, 스무다는 엑스트라클라사 정상에 오른 비스와 크라쿠프 감독으로 재취임했다. 그는 바르셀로나와의 챔피언스리그 3차 예선 경기에서 패퇴했다. 폴로니아 바르샤바와 레기아 바르샤바와의 2002년 3월 경기에 패한 후, 헨리크 카페르차크가 그를 대신했다.

### 이후 행보
이후, 스무다는 비제프 우치, 피오트르코프 트리부날스키 외에도 키프로스의 오모니아를 지휘했다.

### 보지스와프 실롱스크
2004년을 기점으로, 그는 고향으로 돌아가 오드라 보지스와프를 지휘했다. 스무다는 소속 구단의 강등을 면케 했다. 1년 후, 그는 리그 3위를 거두었고, 자그웽비에 루빈도 2006-07 시즌 UEFA컵 본선 진출에 성공했다.

### 레흐 포즈난
2006년 5월, 스무다는 아미카 브롱키와 합병한 레흐 포즈난의 신임 감독이 되었다. 그는 첫 시즌에 리그를 6위로 마쳤고, 그 다음 시즌에 4위의 성과를 냈다. 그는 2008-09 시즌에 레흐 포즈난을 이끌고, UEFA컵 32강에도 올랐다. 2008-09 시즌에는 리그 순위에서 겨울 휴식기 들어 선두에 올라갔다. 그러나, 반복해서 후반기에 무승부를 거두며, 결국 리그를 3위로 마쳤다. 그는 구단과의 계약을 연장하지 않았다.

### 자그웽비에 루빈
레흐 포즈난에서 몇 시즌을 보낸 그는 2009년 9월에 자그웽비에 루빈으로 이적했다.
After several seasons with Lech Poznań, he returned to Zagłębie Lubin in September 2009.

### 폴란드 국가대표팀
2009년 10월 29일, 스무다는 폴란드 국가대표팀 신임 감독으로 선임되었다. 폴란드 국가대표팀을 이끌고 유로 2012에서 조기 탈락하면서, 체코, 그리스, 그리고 러시아에 밀리며 결선 토너먼트 진출이 좌절되었고, 프란치셰크 스무다는 최종전 패배를 지켜본 후 지휘봉을 내려놓았다.

## 사생활
스무다는 마우고르자타를 배우자로 맞이했다.

## 수상
엑스트라클라사1995–96, 1996–97
- 폴란드 슈퍼컵: 1996
- [[엑스트라클라사 준우승 : 1994–95

비스와 크라쿠프
엑스트라클라사1998–99
- 폴란드 슈퍼컵: 2001

자그웽비에 루빈
엑스트라클라사 3위2005–06
- 푸하르 폴스키 준우승: 2005–06

레흐 포즈난
- 푸하르 폴스키: 2008–09
- 엑스트라클라사 3위: 2008–09[9]